# Dãy núi Livigno
Dãy núi Livigno là một rặng núi thuộc rặng Alpes orientales centrales của dãy núi Alpes, nằm ở miền đông Thụy Sĩ và miền bắc Ý, quanh làng Livigno.
Dãy núi Livigno chia cách với Dãy núi Bernina ở phía tây nam bởi đèo Bernina; chia cách với Dãy núi Albula ở phía tây bắc bởi thung lũng Thượng Engadin; chia cách với dãy núi Sesvenna ở phía đông bắc bởi đèo Ofen và Val Müstair; chia cách với dãy Ortles-Cevedale ở phía đông bởi thung lũng Thượng Adda (Valtellina) và đèo Stelvio.
Dãy núi Livigno là đầu nguồn của các sông Adda, Inn và Rom (sông nhánh của sông Adige).

## Các ngọn núi chính

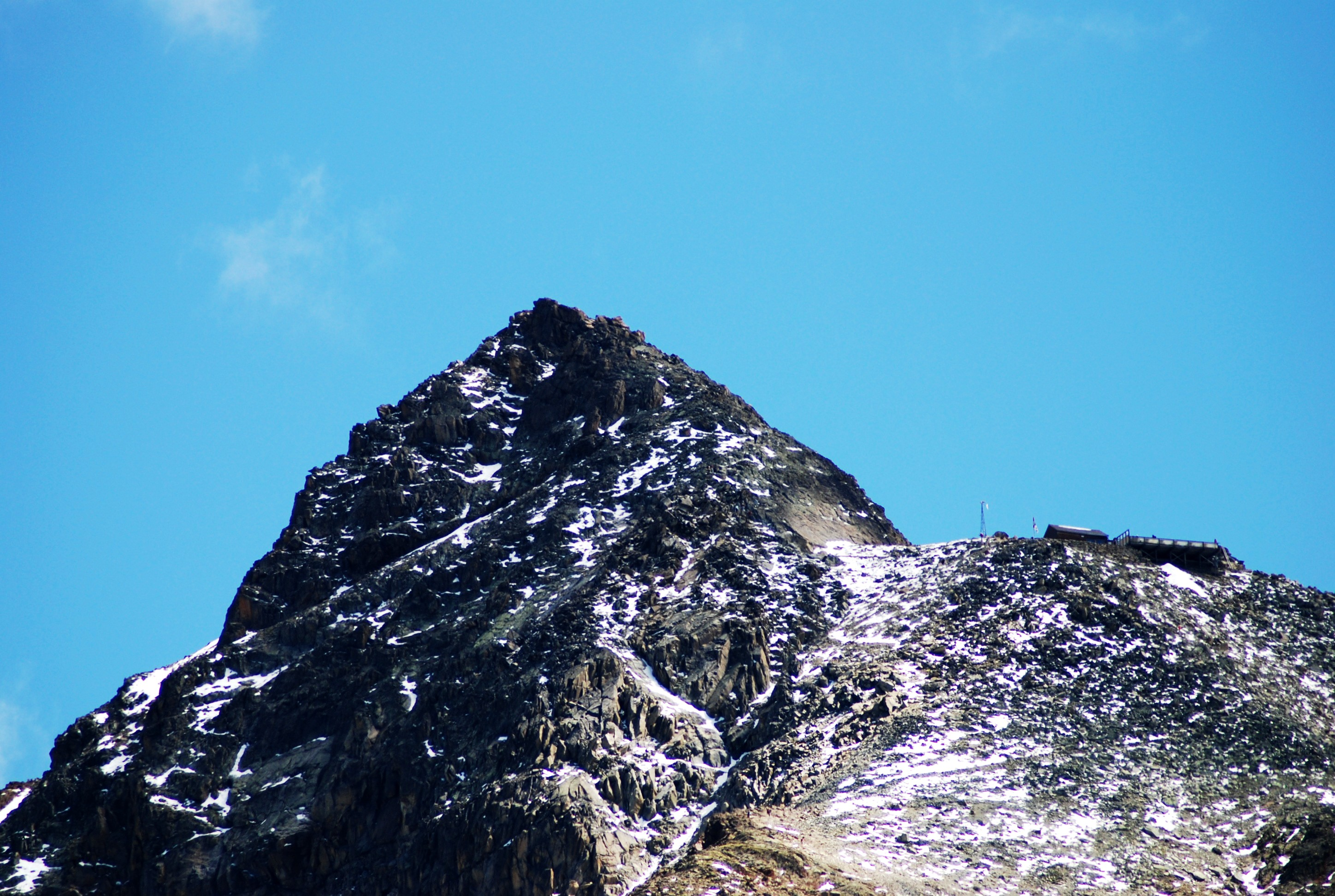
Piz Languard

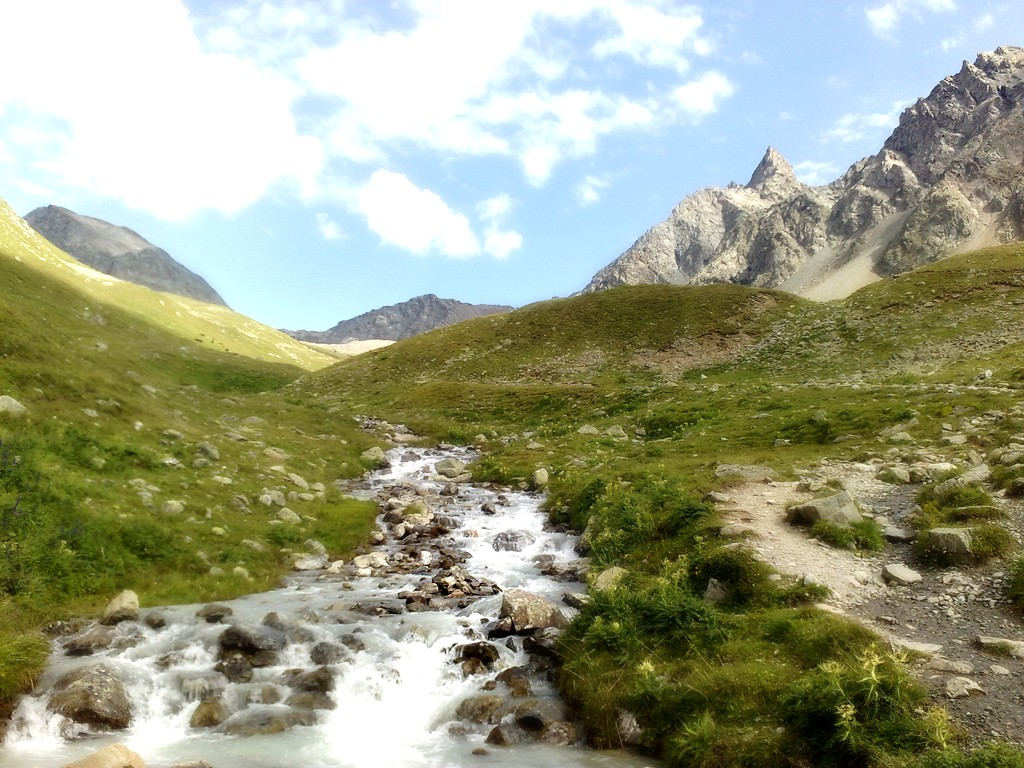
Val Muragl

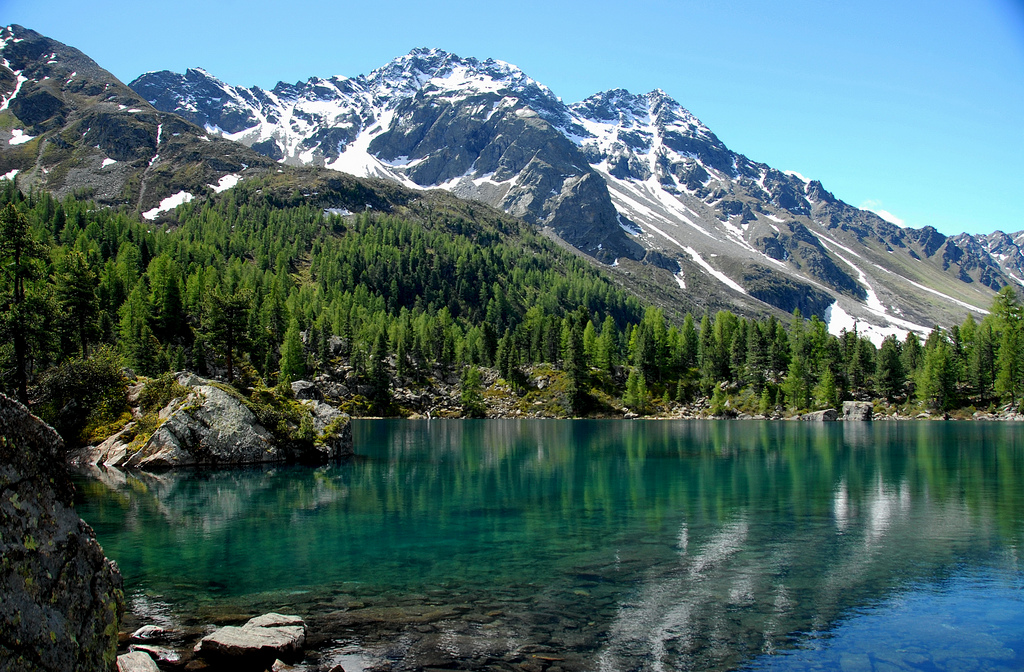
Lago Saoseo

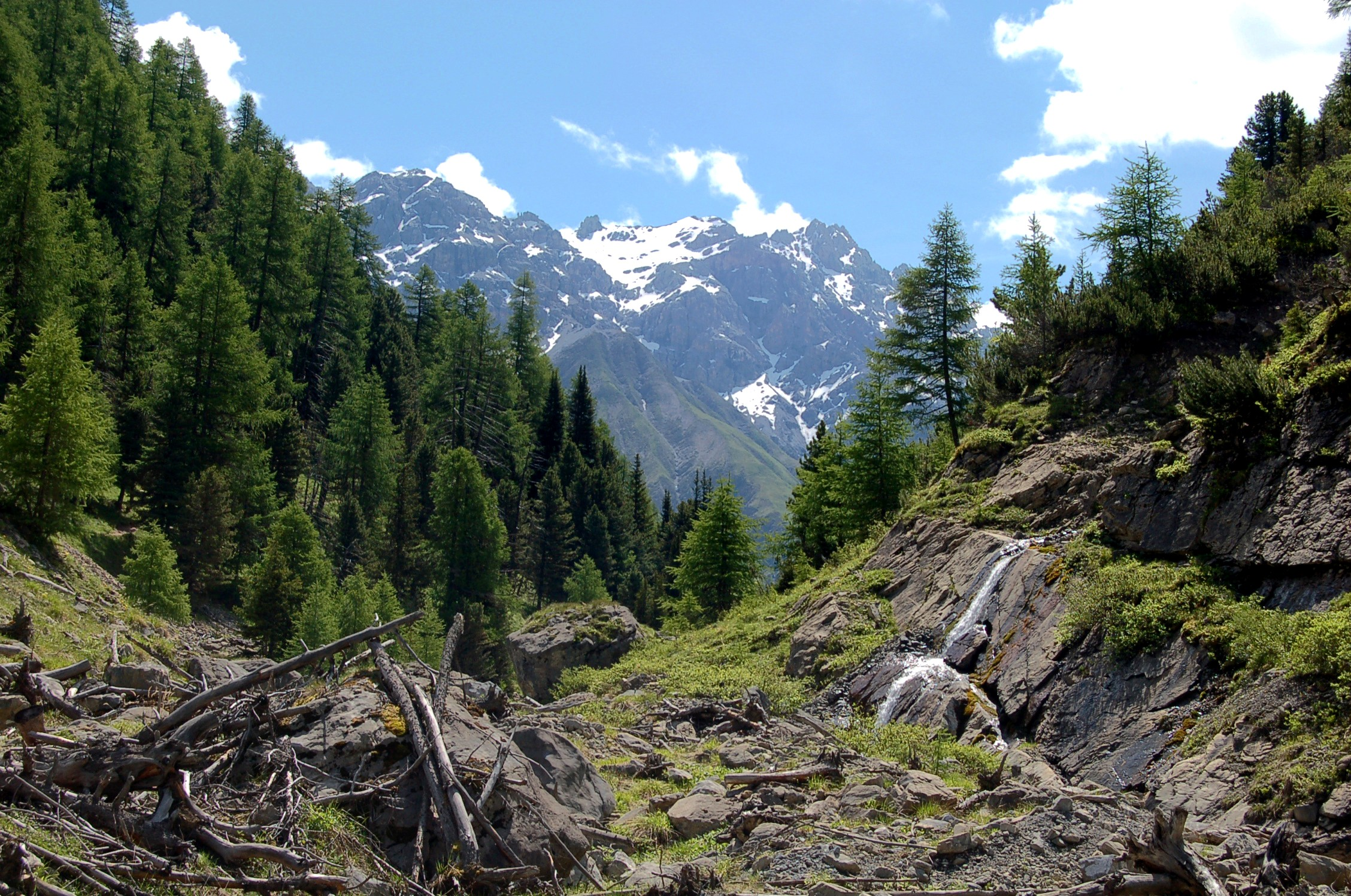
Val Trupchun, Vườn quốc gia Thụy Sĩ

| Ngọn                         | Độ cao (m/ft) | Độ cao (m/ft) |
| ---------------------------- | ------------- | ------------- |
| Cima de' Piazzi              | 3439          | 11,283        |
| Cima Viola                   | 3384          | 11,103        |
| Piz Paradisin                | 3305          | 10,844        |
| Pizzo di Dosde               | 3280          | 10,762        |
| Scima da Saoseo              | 3277          | 10,752        |
| Piz Languard                 | 3266          | 10,716        |
| Piz Murtaröl                 | 3177          | 10,424        |
| Piz Quattervals              | 3157          | 10,358        |
| Cime Redasco                 | 3139          | 10,299        |
| Piz Sena                     | 3078          | 10,099        |
| Piz Chaschauna               | 3072          | 10,079        |
| Monte Foscagno               | 3051          | 10,010        |
| Piz dal Teo                  | 3050          | 10,007        |
| Pizzo del Ferro (Val Fraele) | 3050          | 10,007        |
| Piz Umbrail                  | 3034          | 9955          |
| Monte Braulio                | 2980          | 9777          |
| Monte Massuccio              | 2816          | 9239          |
| Munt la Schera               | 2589          | 8494          |
| Muottas Muragl               | 2454          | 8051          |

## Các đèo chính
| Đèo núi                             | vị trí                            | loại          | Độ cao (m / ft) | Độ cao (m / ft) |
| ----------------------------------- | --------------------------------- | ------------- | --------------- | --------------- |
| Passo di Dosde                      | Val Grosina tới Val Viola Bormina | đường đi bộ   | 2850            | 9351            |
| Passo di Sacco                      | Bernina road tới Grosio           | đường đi bộ   | 2751            | 9026            |
| Chaschauna Pass                     | S-chanf tới Livigno               | đường xe ngựa | 2692            | 8832            |
| Umbrail Pass (Giogo di Santa Maria) | Val Müstair tới Stelvio Pass road | đường xe      | 2512            | 8242            |
| Passo di Val Viola                  | Bernina road tới Bormio           | đường xe ngựa | 2431            | 7976            |
| Giufplan Pass                       | Ofen road tới Val Fraele          | đường xe ngựa | 2354            | 7723            |
| Bernina Pass                        | Pontresina tới Tirano             | đường xe      | 2330            | 7645            |
| Forcola di Livigno                  | Bernina Pass tới Livigno          | đường xe      | 2328            | 7638            |
| Passo di Verva                      | Bormio tới Grosio                 | đường đi bộ   | 2314            | 7592            |
| Foscagno Pass                       | Bormio tới Trepalle               | đường xe      | 2291            | 7517            |
| Alpisella Pass                      | Livigno tới Val Fraele            | đường xe ngựa | 2285            | 7497            |
| Dossradond Pass                     | Val Müstair tới Val Fraele        | đường xe ngựa | 2240            | 7349            |
| Passo d'Eira                        | Livigno tới Trepalle              | đường xe      | 2209            | 7248            |
| Ofen Pass                           | Zernez tới Val Müstair            | đường xe      | 2155            | 7071            |
| Fraele Pass                         | Val Fraele tới Ofen Pass road     | đường xe ngựa | 1950            | 6398            |
| Scale di Fraele                     | Bormio tới Val Fraele             | đường lầy lội | 1942            | 6372            |